# Ismeretek Tára
Az Ismeretek Tára egy 20. század eleji enciklopédikus jellegű magyar könyvsorozat volt. Az egyes kötetek Rényi Károly, majd később Lampel Róbert kiadásban, Endrei Ákos és Márton Jenő szerkesztésében Budapesten jelentek meg 1911 és 1923 között, és a következők voltak:
- 1. Szemkő Aladár: Magyar nyelvtan helyesírási szótárral. 88 l.
- 2. T. Badinyi Sándor: Magyarország oknyomozó története, áttekintő összefoglalásokkal, érettségi és tanképesítő vizsgálatra készülőknek. 104 l.
- 3. Solty Kornél: Latin nyelvtan. Gyakorlatokkal és 2 színes táblával. 76 l.
- 4. Lenkei Ferenc: Algebra. 96 l.
- 5. Ujj Gyula: Természettan. A középiskolák tantervének tekintetbevételével. 1. r. Mechanika, akusztika. 120 l.
- 6. Ujj Gyula: Természettan. A középiskolák tantervének tekintetbevételével. 2. r. Fénytan, hőtan, mágnesség, elektromosság, kozmográfia. 135 l.
- 7. Márton Jenő: Német nyelvtan olvasmányokkal és gyakorlatokkal. 104 l.
- 8. Endrei Ákos: A magyar irodalom története. 1. r. Kisfaludy Károlyig.
- 9. Endrei Ákos: A magyar irodalom története, fontosabb művek tartalmi ismertetésével. 2. r. Kisfaludy Károly fölléptétől a legújabb korig. 84 l.
- 10. Solty Kornél: Latin mondattan. T. Livius, Corn. Nepos, J. Caesar és Phaedrus műveiből vett olvasmányokkal kapcsolatban. 120 l.
- 11. Lenkei Ferenc: Geometria. 1. Planimetria és trigonometria. 87 l.
- 12. Lenkei Ferenc: Geometria. 2. Stereometria, és analitika. 96 l.
- 15. Fehér Jenő: A tavaszi flóra 370 legközönségesebb virágos növényének könnyű és gyors határozója kezdők számára. 102 ábrával. 82 l.
- 16. Taubner N. Nándor: Rövid kereskedelmi levelező a megfelelő német szólásmódokkal. 158 l.
- 17. Fehér Jenő: Az őszi flóra legközönségesebb virágos növényeinek könnyű és gyors határozója. 53 l.
- 18. Fehér Jenő: Bogaraink gyors és könnyű határozója. 1919. 148 l.
- 19. Fehér Jenő: Nappali lepkéink gyors és könnyű határozója kezdők számára. 1923. 56 l.